# Berioana
Berioana is een geslacht van vlinders van de familie uilen (Noctuidae), uit de onderfamilie Amphipyrinae.

## Soorten
- B. limbulata (Berio, 1956)
- B. pauliani Viette, 1963